# 許月里 (白色恐怖受難者)
許月里（1912年6月12日—2008年10月31日），日治台灣台北州新店庄人，台灣農民組合成員、民主進步黨創黨黨員、台灣地區政治受難人互助會會員、中國統一聯盟榮譽主席，協助簡吉進行反日活動，受簡吉與黃查某之牽連遭判刑12年，出獄後與農組時代舊友周合源參與黨外運動為工農發聲，2008年10月31日逝世。

## 生平
許月里，1912年6月12日生於台北新店庄赤皮湖，其父漢族思想濃厚。許月里幼年即受到反日思想薰陶，由於家貧的緣故，十歲才入蓬萊公學校接受教育；父親經常教導他漢學，或透過《台灣民報》接觸到的三民主義等。許月里與父親積極參與台灣文化協會辦的活動。
1927年許月里畢業後考入台灣銀行工作，並加入新文協。受到左翼思想的影響，許月里參加了新文協外圍組織「工友協助會」的活動進行工運，為勞工爭取權益，反抗臺灣總督府，聲援黑色青年王詩琅。1930年許月里與「臺灣黑色青年聯盟」幹部黃天海結婚，並認識了無政府主義青年周合源、黃天海，成立劇團並辦雜誌，但並不成功，短暫搬到基隆一段時間。1931年全台大檢舉，總督府抓到台灣農民組合重要幹部趙港；許月里父親住在趙港隔壁，也遭到逮捕，審訊不久後釋放。
許月里返回台北不久，黃天海病逝，身後留下幼子；工友協助會等團體也因為大搜捕而瓦解，許月里頓失經濟依靠。周合源在基督徒施乾興辦的乞丐收容所愛愛寮工作，他認為許月里碰到困境，因此雇用她負責收募款。
1940年皇民化運動開始，許月里受到日本特務監視。太平洋戰爭爆發後，許月里生活更顯困苦，由於不喜歡日警的追求而嫁給了台灣人。太平洋戰爭末期，空襲越來越多，許月里也從老家被撤到海山。1945年二戰結束，許月里開建材行，由於戰後百業復甦，建材需求更大，因此許月里著實賺了錢，但隨著物價劇烈波動而虧損，加上國民政府與庶民的隔閡加劇，思想轉為支持中國共產黨。
1947年二二八事件後，許月里與昔日戰友廖瑞發取得聯繫，礙於家人反對，並未加入中國共產黨，而透過地下活動聯繫，資助了舊日好友簡吉、黃查某等人。
1950年5月14日一位姓楊的朋友告訴許月里，蔡孝乾落網，自此沒有廖瑞發及簡吉的消息。1950年12月4日，許月里受牽連遭逮捕，關押原屬辜顏碧霞的高砂鐵工廠（又名「北所」），接著送國防部保密局「南所」審訊。南所審訊期間，不顧許月里當時已有三個月身孕，仍用刑暴打，造成許月里手指骨折變形。由於許月里不肯招認，最後送到臺灣警備總司令部軍法處，依資助黃查某與簡吉判刑12年；1963年刑滿出獄。
出獄之後許月里已經五十多歲了，因丈夫在許月里入獄期間不務正業、甚至公然娶妾，留下許多債務。為了償債，許月里只好到工廠做工，償還丈夫的債務，最後許月里與丈夫離婚，在過去一同抗日的老友郭金德牽線下與周合源碰面。原來周合源中日戰爭爆發後前往中國，台灣光復後才返台在大同公司任職，同樣因資助簡吉、廖瑞發而受牽累入獄12年，1965年刑滿出獄。1971年許月里與周合源結婚，昔日老戰友齊聚一堂。
1979年，黨外運動如火如荼展開。1985年楊逵過世，黨外人士齊聚。1986年民主進步黨創黨，許月里與周合源成為創黨黨員；然而，隨著1991年台獨黨綱出現，許月里與周合源退黨。周合源在黨外雜誌《夏潮論壇》發表文章強調「日據時代以來，我們這一代都希望中國能富強……」，許月里也強調：「歲月不饒人，我們兩個老人已經是夕陽殘照，來日無多的了。惟一盼望，過去受苦受難的我國，能早日統一成為一富強康樂的國家，以促進人類和平。」。
基於這種信念，許月里與周合源都加入中國統一聯盟。1993年，周合源過世，儘管兒女要許月里一同居住就近照顧，許月里仍然堅持一個人獨立自主生活，並經常參與社運，致力於勞工、農民及統一運動；2008年10月31日逝世。

## 平反
2018年12月7日，促進轉型正義委員會「促轉三字第1075300145A號函」，公告受難者黃藻儒君等1505人應予平復司法不法之刑事有罪判決暨其刑。其中「(41)安潔字第1350號」，有關許月里連續為叛徒供給金錢、連續藏匿叛徒之有罪判決暨其刑及沒收之宣告正式撤銷。